# Willem Frederik Oostveen
Willem Frederik Oostveen (Leiden, 11 januari 1849 – Oegstgeest, 12 februari 1890) was een Nederlandse schrijver van jeugdboeken.
Hij heeft diverse publicaties op zijn naam staan en was redacteur van het tijdschrift "Ons Genoegen".  Zijn plotseling en vroegtijdig overlijden, op 41-jarige leeftijd, mogelijk ten gevolge van de "Russische griep" die in 1890 heerste was behalve voor zijn familie ook een zeer grote slag voor zijn lezers, vrienden en kennissen, en het Leidsch Dagblad schreef: "...het treurig gevolg van die vreselijke ziekte...juist naarmate den hoop op herstel begon levendig te worden, hetgeen slechts ogenschijnlijk het geval bleek, tot de ziekte onverwachts tot zulk een vreselijk einde leidde." Zijn uitgever Muusses riep de jeugdige lezer op om bij te dragen aan een gedenkteken op het graf. Zijn weduwe bedankt in een advertentie voor belangstelling bij het overlijden.
Willem Frederik Oostveen is vooral bekend vanwege zijn creatie:Sinterklaas is jarig waarvan hij de tekst heeft geschreven en dat door Gerardus Cornelis (G.C.) Weeren op muziek is gezet. Hij wordt vaak genoemd als Sinterklaasauteur naast bijvoorbeeld Henriëtte Dietz, Katharina Leopold, Suze Maathuis-Ilcken en Simon Abramsz.
Oostveen was zoon van een ongehuwde moeder. Zij heeft hem in 1870 erkend, in de aanloop naar zijn huwelijk met Johanna Petronella Blass. Uit dit huwelijk zijn ten minste vijf kinderen geboren. Na het overlijden van Willem Frederik neemt zijn weduwe een boekhandel over om in het onderhoud te kunnen voorzien.
- Biografisch Portaal: 14198084
- Digitale Bibliotheek voor de Nederlandse Letteren: oost080
- International Standard Name Identifier: 0000 0003 9804 7837
- Nederlandse Thesaurus van Auteursnamen: 071803769
- Virtual International Authority File: 306166637